# J. E. Freeman
James E. Freeman (n. 2 februarie 1946, New York City, New York, SUA – d. 9 august 2014, California, SUA) a fost un actor și poet american.
Acesta interpreta adesea personaje amenințătoare precum gangsterul Marcello Santos în filmul Suflet sălbatic⁠(d) (1990), Eddie „Danezul” în Război în sânul mafiei (1990) și crudul om de știință Mason Wren în Alien: Renașterea (1997).

## Cariera
Freeman a fost instruit de Jean Shelton în cadrul Shelton Studios⁠(d) din zona San Francisco în anii 1970. Acesta a fost lăudat de critici pentru rolul lui Teach din piesa de teatru American Buffalo⁠(d) a lui David Mamet⁠(d). După ce a regizat piesa Look Back in Anger⁠(d) în 1979, Freeman s-a mutat în Los Angeles pentru a urma o carieră în film. Primul său rol a fost în filmul de acțiune An Eye for an Eye⁠(d) (1981), cu Chuck Norris în rol principal. Alte roluri cunoscute au fost în Noroc criminal⁠(d) (1986), Jocuri patriotice⁠(d) (1992), Crime la indigo⁠(d) (1995) și Go⁠(d) (1998).
S-a retras din actorie în 2007.

## Viața personală
James E. Freeman a urmat cursurile liceului Bishop Loughlin Memorial⁠(d) din Brooklyn, New York. Timp de trei ani, a fost membru al echipei de atletism. A absolvit Bishop Loughlin în 1964.
Freeman era homosexual⁠(d). La vârsta de 22 de ani, în timp ce era în United States Marine Corps, a recunoscut că este homosexual. Ca urmare a acestei decizii, a fost lăsat la vatră. Era seropozitiv încă din 1984. În 2009, a publicat o scrisoare despre revoltele de la Stonewall din 1969 în San Francisco Chronicle.
A scris poezii și a avut un blog tumblr - intitulat „Freedapoet” - dedicat operei sale.

## Moartea
Freeman a încetat din viața în seara zilei de 9 august 2014 de SIDA. Avea 68 de ani.

## Filmografie
- 1981: An Eye for an Eye - Tow Truck Dude
- 1983: Twice Upon a Time - Rusher of Din - Pool Player
- 1986: Stingray (1x01 - Ancient Eyes)
- 1986: Ruthless People - The Bedroom Killer
- 1986: Hard Traveling - Ed Sloan
- 1988: Terrorist on Trial: The United States vs. Salim Ajami (TV Movie) - Agent Peter Nello
- 1988: The Couch Trip - Unger
- 1990: Wild at Heart - Marcellus Santos
- 1990: Miller's Crossing - Eddie Dane
- 1991: One Good Cop - Captain Schreiber
- 1991: The Doctor - Ralph
- 1991: Aces: Iron Eagle III - Ames
- 1992: Memphis (TV Movie) - Podjo Harris
- 1992: Patriot Games - Marty Cantor
- 1992: Highlander: The Series - Joe Scanlon (1x02 - Family Tree)
- 1993: Casualties of Love: The Long Island Lolita Story - Marty Algar
- 1993: Mother's Boys - Everett, Principal
- 1994: It Could Happen to You - Sal Bontempo
- 1994: There Goes My Baby - George
- 1995: Copycat - Thomas Quinn
- 1997: Dream with the Fishes - Joe, Nick's father
- 1997: Alien Resurrection - Dr. Mason Wren
- 1997: The Man Who Knew Too Little - CIA Man
- 1998: Dance with Me - (necreditat)
- 1998: Fool's Gold - George
- 1999: Go - Victor Sr.
- 2000: Auggie Rose - Pawn Shop Owner
- 2000: Skeleton Woman - Luigi
- 2000: Along for the Ride - Jake Cowens
- 2001: Suspended Animation - Philip Boulette
- 2003: Carolina - Wrecking Yard Owner
- 2003: 44 Minutes: The North Hollywood Shoot-Out (TV Movie) - Police commander
- 2003: Mystery Woman (TV Movie) - Ian Philby
- 2004: Tremors 4: The Legend Begins (Video) - Old Fred